# Dobák Lívia
Dobák Lívia (Budapest, 1955. április 30. – 2023. január 8.) Jászai Mari-díjas (1996) magyar színházi dramaturg.

## Életpályája
Szülei Dobák Lajos és Gecsei Gyöngyi. 1973-ban a Vígszínház rendezőasszisztense volt. 1975–1979 között a Pécsi Tanárképző Főiskola magyar-történelem szakos hallgatója. 1979–1982 között a Színház- és Filmművészeti Főiskola színházelmélet szakos hallgatója.
1981–1988 között a Pécsi Nemzeti Színház dramaturgja volt. 1988–1993 között a debreceni Csokonai Nemzeti Színház főállású dramaturgja, 1999-ig vendégdramaturgja. 1993 óta a Budapest Bábszínház dramaturgja.
1999–2002 között a Nemzeti Kulturális Örökség Minisztériuma (NKÖM) Örkény István-drámaírói ösztöndíj kuratóriumi tagja. 2001–2003 között a Soproni Petőfi Színház irodalmi vezetője. 2003–2006 között a Színház- és Filmművészeti Egyetem DLA hallgatója. 2011–2016 között a dunaújvárosi Bartók Kamaraszínház művészeti vezetője.
2006-től a Nemzeti Kulturális Alap Színházi kollégiumának kurátora.

## Magánélete
1997-ben házasságot kötött Katona Zoltán színművésszel.

## Színházi munkái
A Színházi Adattárban regisztrált bemutatóinak száma: szerzőként: 2.

### Szerzőként
- Kosztolányi Dezső: Édes Anna (2008)
- Tolsztoj: Anna (2010)

### Dramaturgként
- Parti Nagy Lajos: Ibusár
- Garaczi László: Mizantróp
  - Imoga
  - Fesd feketére
  - Csodálatos vadállatok
  - Odüsszeusz
- Darvasi László: Vizsgálat a rózsák ügyében
  - Szív Ernő estéje
  - Bolond Helga
  - Argentína
  - Störr kapitány
- Borbély Szilárd: kamera.mann
- Forgách András: Aranysárkány
- Weöres Sándor: A holdbeli csónakos
- Szilágyi Andor: Leánder és Lenszirom
  - Kelekótya Jonatán
- Vörös István: Mackó és az állatok
- Varró Dániel: A csoda
  - Túl a Maszat-hegyen

## Díjai, elismerései
- A színházi találkozó díja (1993)
- Bálint Lajos-vándorgyűrű (1995)
- Jászai Mari-díj (1996)